# Cleveland Cavaliers 1982-1983
La stagione 1982-83 dei Cleveland Cavaliers fu la 13ª nella NBA per la franchigia.
I Cleveland Cavaliers arrivarono quinti nella Central Division della Eastern Conference con un record di 23-59, non qualificandosi per i play-off.

## Roster
| N° | Naz.                   | Ruolo | Sportivo       | Anno | Alt. | Peso |
| -- | ---------------------- | ----- | -------------- | ---- | ---- | ---- |
| 5  | Stati Uniti (bandiera) | G     | John Bagley    | 1960 | 183  | 84   |
| 8  | Stati Uniti (bandiera) | GA    | Scott Wedman   | 1952 | 201  | 98   |
| 9  | Stati Uniti (bandiera) | A     | Larry Kenon    | 1952 | 206  | 93   |
| 10 | Stati Uniti (bandiera) | G     | Ron Brewer     | 1955 | 193  | 82   |
| 11 | Stati Uniti (bandiera) | A     | Cliff Robinson | 1960 | 206  | 100  |
| 20 | Stati Uniti (bandiera) | G     | Geoff Huston   | 1957 | 188  | 79   |
| 21 | Stati Uniti (bandiera) | G     | World B. Free  | 1953 | 188  | 84   |
| 23 | Stati Uniti (bandiera) | A     | Bruce Flowers  | 1957 | 203  | 102  |
| 24 | Stati Uniti (bandiera) | G     | Carl Nicks     | 1958 | 185  | 79   |
| 25 | Stati Uniti (bandiera) | AC    | Darren Tillis  | 1960 | 211  | 98   |
| 30 | Stati Uniti (bandiera) | A     | Dave Magley    | 1959 | 203  | 92   |
| 33 | Stati Uniti (bandiera) | GA    | Bob Wilkerson  | 1954 | 198  | 88   |
| 35 | Stati Uniti (bandiera) | AC    | Phil Hubbard   | 1956 | 203  | 98   |
| 40 | Stati Uniti (bandiera) | AC    | James Edwards  | 1955 | 213  | 102  |
| 41 | Stati Uniti (bandiera) | C     | Steve Hayes    | 1955 | 213  | 93   |
| 44 | Stati Uniti (bandiera) | AC    | Jeff Cook      | 1956 | 208  | 98   |
| 44 | Stati Uniti (bandiera) | AC    | Paul Mokeski   | 1957 | 213  | 113  |
| 52 | Stati Uniti (bandiera) | A     | Sam Lacey      | 1948 | 208  | 107  |

## Staff tecnico
- Allenatore: Tom Nissalke
- Vice-allenatori: Don Delaney, Gene Littles